# 岸本町
岸本町（きしもとちょう）は、かつて鳥取県の西部に存在した町である。西伯郡に属していた。
2005年（平成17年）1月1日、日野郡溝口町と合併して伯耆町となり、町役場は伯耆町役場本庁舎となっている。

## 地理
鳥取県の西部に位置した。
- 河川：日野川

### 隣接していた自治体
- 鳥取県
  - 米子市
  - 西伯郡 大山町、南部町
  - 日野郡 溝口町

## 歴史
- 1955年（昭和30年）3月31日 - 西伯郡大幡村・日野郡八郷村および西伯郡幡郷村の一部（小野・小町・金廻・大殿・坂長・岩屋谷）が合併して岸本町が発足。
- 2005年（平成17年）1月1日 - 日野郡溝口町と合併して西伯郡伯耆町が発足[1]。同日岸本町廃止。

## 行政

### 町長
- 矢田貝顕造 1967年 - 1976年 矢田貝家4代目[2]

## 教育
- 中学校
  - 岸本町立岸本中学校（現・伯耆町立岸本中学校）
- 小学校
  - 岸本町立岸本小学校（現・伯耆町立岸本小学校）
  - 岸本町立八郷小学校（現・伯耆町立八郷小学校）

## 交通

### 鉄道
- 西日本旅客鉄道（JR西日本）
  - 伯備線：（溝口町） - 岸本駅 - （米子市）

### 道路
- 一般国道
  - 国道181号
  - 国道183号
  - 国道482号
- 県道
  - 鳥取県道36号名和岸本線
  - 鳥取県道52号岸本江府線
  - 鳥取県道53号淀江岸本線
  - 鳥取県道158号大山口停車場大山線
  - 鳥取県道159号米子丸山線
  - 鳥取県道222号岸本停車場線（2009年12月1日鳥取県告示第712号により廃止。現・伯耆町道岸本停車場線）
  - 鳥取県道284号大山寺岸本線
  - 鳥取県道316号米子岸本線

## 名所・旧跡・観光スポット・祭事・催事
- 植田正治写真美術館

## 出身有名人
- 野坂浩賢 - 元内閣官房長官、衆議院議員
- イモトアヤコ - お笑い芸人
- ハセガワタカオ - P.I.MONSTERのヴォーカル
- 無良隆志 - 元スケート選手
- 矢田貝平重[2] - 中国貯蓄銀行取締役、醸造家、素封家、大地主
- 矢田貝猶治 - 中国貯蓄銀行取締役、大地主、素封家